# Glíma

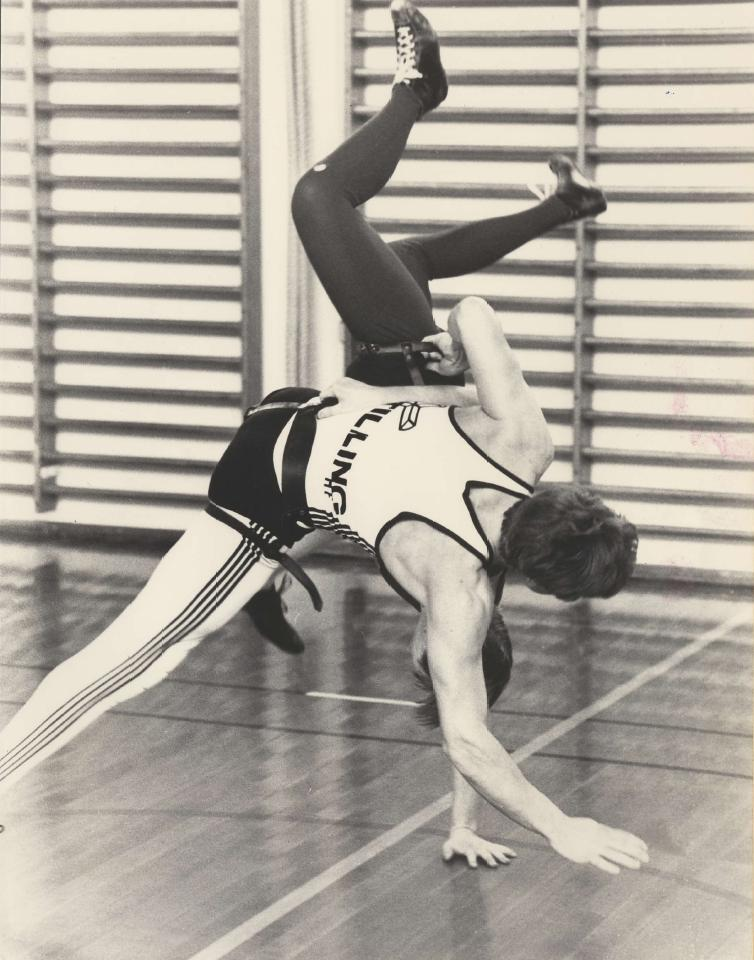
Lottatori di Glíma

La Glíma è lo stile tradizionale nazionale di lotta in Islanda. La più antica competizione islandese di glíma è la Skjaldarglíma Ármann che si tenne nel 1888 e che fu disputata quasi ogni anno da lì in poi. Nel 1905 venne introdotto l'uso della cintura di modo che i lottatori possano avere una maggior presa sull'avversario. Nel 1906 avvenne la prima competizione di Íslandsglíman (Grettisbeltið) i cui vincitori sono chiamati Glímukóngur. Nelle Olimpiadi del 1912 la glíma fu sport dimostrativo. Dal 1987 si insegna la glíma anche nella scuola primaria islandese.
L'International Glima Association (IGA) è l'organizzazione mondiale che gestisce tutti i gruppi e le federazioni della glíma.
La glíma si differenzia dagli altri stili di lotta per quattro punti principali:
- I partecipanti devono sempre rimanere eretti;
- I partecipanti girano in senso orario attorno a loro (in maniera simile a un waltzer), in modo da creare opportunità di attacco/difesa ed evitare uno stallo;
- Non è consentito cadere sull'avversario o spingerlo giù con la forza, non essendo considerato sportivo;
- Si suppone che i lottatori si guardino le spalle poiché è considerato maggiormente legittimo lottare sfruttando tatto e sensibilità piuttosto che la vista.

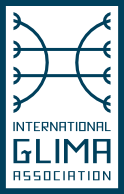
The Official logo of the IGA association Two staves, kept in the shoes, gapaldur under the heel of the right foot and ginfaxi under the toes

Il cuore del sistema sono otto principali brögð (tecniche), che formano l'allenamento base per approssimativamente 50 modi di eseguire una proiezione.
Attorno alla glíma vi è un codice d'onore chiamato drengskapur che invoca lealtà, rispetto e preoccupazione per la sicurezza per i propri compagni d'allenamento.
Il termine "glíma" è la parola in lingua islandese per indicare la lotta generale, nell'accezione più larga di "sforzo" o "scontro".